# 彼得·赫尔岑拜因
彼得·赫尔岑拜因（德語：Peter Hoeltzenbein，1971年4月7日—），德国男子赛艇运动员。他曾代表德国参加1992年夏季奥林匹克运动会赛艇比赛，获得男子双人单桨无舵手银牌。